# オルドス国際サーキット

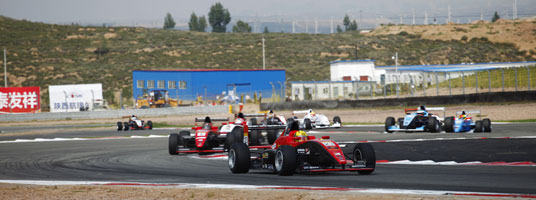
オルドス国際サーキットで行われたフォーミュラ・ピロータ・チャイナのレースの様子。

オルドス国際サーキット(オルドスこくさいサーキット、中文表記: 鄂尔多斯国际赛车场、 英語: Ordos International Circuit )は、中華人民共和国内モンゴル自治区オルドス市ヒヤバグシ区にある、2010年に建設されたサーキットである。

## 概要
このサーキットは、18箇所のコーナーを持ち、3.751km（2.331マイル）の長さのコースを備えている。
中国ツーリングカー選手権と中国シロッコ・カップ及びスーパーリーグ・フォーミュラを2010年に主催している。江騰一は、中国ツーリングカー選手権の第1戦のオルドスのラウンドにてフォード・フォーカスを駆って優勝し、オルドス国際サーキットで最初のレース優勝者となった。
オリンピアコスCFPチームに所属するベン・ハンリーは、2010年10月3日に開催されたスーパーリーグ・フォーミュラの2戦の内の最初のレースに優勝し、オルドスで開催された国際レースに優勝した最初のドライバーとなった。
オルドスは2010年12月10日に発表された2011年のFIA GT1世界選手権のカレンダーに、開催地の一つとしてFIAにより選定された。マルク・VDSレーシングのマクシーム・マルタンとフレデリック・マコヴィッキィは、（決勝レースのグリッドを争う）予選レースでシーズン3度目の勝利を収めた。チームはそれから決勝レースでマクシーム・マルタンとフレデリック・マコヴィッキィがJRM-ニッサンのリチャード・ウェストブルックとピーター・ダンブレックのコンビを寄せ付けず、オルドスでの最初のGT1世界選手権のレースの優勝を果たした。
2011年には日本のスーパー耐久シリーズが「Asia Round」として特別戦を行う予定もあったが、同年3月に発生した東北地方太平洋沖地震（東日本大震災）や福島第一原子力発電所事故の影響から中止となっている。